# جنس مخالف (فیلم ۲۰۱۴)
جنس مخالف (به انگلیسی: The Opposite Sex) فیلمی محصول سال ۲۰۱۴ و به کارگردانی جنیفر فینیگن و جاناتان سیلورمن است. در این فیلم بازیگرانی همچون مینا سوواری، اریک رابرتس، کریستن چنووس، جاش هاپکینز، جنیفر فینیگن، جاش کوک، دینا اشبروک، دبرا جو روپ، جاناتان سیلورمن، کینن تامسون، بریجت اورت، جوی فاتونه و ماریا کانلیس ایفای نقش کرده‌اند.